# Blanzy-lès-Fismes
Blanzy-lès-Fismes település Franciaországban, Aisne megyében. Lakosainak száma 91 fő (2022. január 1.). Blanzy-lès-Fismes Serval, Fismes és Les Septvallons községekkel határos.

## Népesség
A település népességének változása:
| Lakosok száma | 121  | 95   | 79   | 96   | 103  | 111  | 106  | 95   | 94   | 91   |
|               | 1968 | 1982 | 1990 | 2006 | 2013 | 2015 | 2017 | 2019 | 2020 | 2022 |